# Калабар
Калаба́р или Ка́лабар (англ. Calabar) — город в Нигерии.

## География
Город Калабар находится на крайнем юго-востоке Нигерии, близ её границы с Камеруном. Он лежит на берегу реки Калабар, впадающей здесь в Гвинейский залив. Калабар — административный центр нигерийского штата Кросс-Ривер. Океанский порт. Площадь города составляет 604 км². Численность населения (с пригородами, на 2005 год) — около 1.200 тыс. человек. Большая часть его принадлежит к народам ибибио и ибо. В городе имеется университет, ботанический сад, музей, международный аэропорт.

## Климат
| Показатель | Янв. | Фев. | Март | Апр. | Май  | Июнь | Июль | Авг. | Сен. | Окт. | Нояб. | Дек. | Год  |
| --- | ---- | ---- | ---- | ---- | ---- | ---- | ---- | ---- | ---- | ---- | ----- | ---- | ---- |
| Средний максимум, °C | 30   | 32   | 32   | 31   | 31   | 30   | 29   | 28   | 29   | 29   | 31    | 30   | 30,1 |
| Средняя температура, °C                                                                                                   | 26,1 | 26,9 | 27   | 26,9 | 26,6 | 25,6 | 24,6 | 24,6 | 25,1 | 25,5 | 26,1  | 26,2 | 26,1 |
| Средний минимум, °C | 22   | 22   | 23   | 22   | 22   | 22   | 22   | 22   | 22   | 22   | 22    | 22   | 22   |
| Норма осадков, мм | 25   | 47   | 128  | 192  | 267  | 392  | 436  | 372  | 388  | 296  | 140   | 35   | 2718 |
| Источник: http://www.climatedata.eu/climate.php?loc=nixx0004&lang=en, http://www.levoyageur.net/weather-city-CALABAR.html |      |      |      |      |      |      |      |      |      |      |       |      |      |

## История
Город Калабар был основан в XV веке португальскими мореплавателями на месте одного из прибрежных поселений народа эфик. Уже в XVI веке здесь — важный торговый порт на западноафриканском побережье. Одним из основных товаров, вывозившимся из Калабара, было пальмовое масло, а позднее (с XVII века) им стали чернокожие рабы. Рабов закупали во внутренних районах нынешней Нигерии и обменивали в Калабаре на европейские товары. Начиная с конца XVII века Калабар становится крупнейшим рынком рабов в Африке. Через этот город-порт проходили от 1/4 до 1/3 всех отправлявшихся в Америку рабов.
В отличие от других торговых факторий в Африке, Калабар контролировался местными племенами народа эфик, вплоть до середины XIX века не позволявшими европейцам создавать свои поселения на реке Калабар. Также вплоть до середины XVIII века на реке Калабар существовало три соперничавших между собой города-государства народа эфик, постоянно враждовавших и ведших друг с другом войны из-за преимуществ, получаемых от торговли с европейцами. Их правители и представители аристократии многое переняли от приплывавших к ним европейских купцов и моряков — они одевались в европейскую одежду, жили в европейского типа деревянных домах, закупали в Европе инструменты и оружие. Многие из высших слоёв народа эфик уже тогда владели английским языком, а некоторые даже получили школьное образование в Англии.
После запрещения работорговли город Калабар по-прежнему оставался важным океанским и речным портом. В 1846 году здесь была основана шотландскими пресвитерианами миссионерская станция. Под её влиянием многие эфик приняли христианство. Когда в 1880-е годы в южной Нигерии был создан британский протекторат (Протекторат побережья Нигера), то его административным центром стал Калабар. Также в этом городе находилась резиденция правителя народа эфик. Город сыграл немалую роль в культурном и экономическом развитии Нигерии. Здесь, к примеру, были открыты первые в этой стране больница и почтамт.